# R-2型导弹
R-2型导弹（北約報告名稱SS-2 Sibling）是一種蘇聯短程彈道飛彈，由R-1型導弹（德國V-2火箭的複製品）發展而來，射程是R-1 飛彈的兩倍。 R-2於1946年至1951年研發，於1953年開始批量服役，並在整個蘇聯的機動部隊中部署至1962年。一種探空火箭衍生型號R-2A於1957年在史普尼克2號 (Sputnik 2)上測試了攜帶狗的太空艙原型。
两枚R-2型导弹于1957年由苏联赠與中華人民共和國，其中一枚用于研究，而另外一枚则用于仿制，仿制型号就是東風-1短程彈道飛彈（北约代号SS-2，射程600公里，使用液体燃料），于1960年11月15日试射成功，后来便衍生出东风系列导弹，比如東風-100超音速巡弋飛彈和“航母杀手”東風-21D反艦彈道飛彈。